# ساريقوم

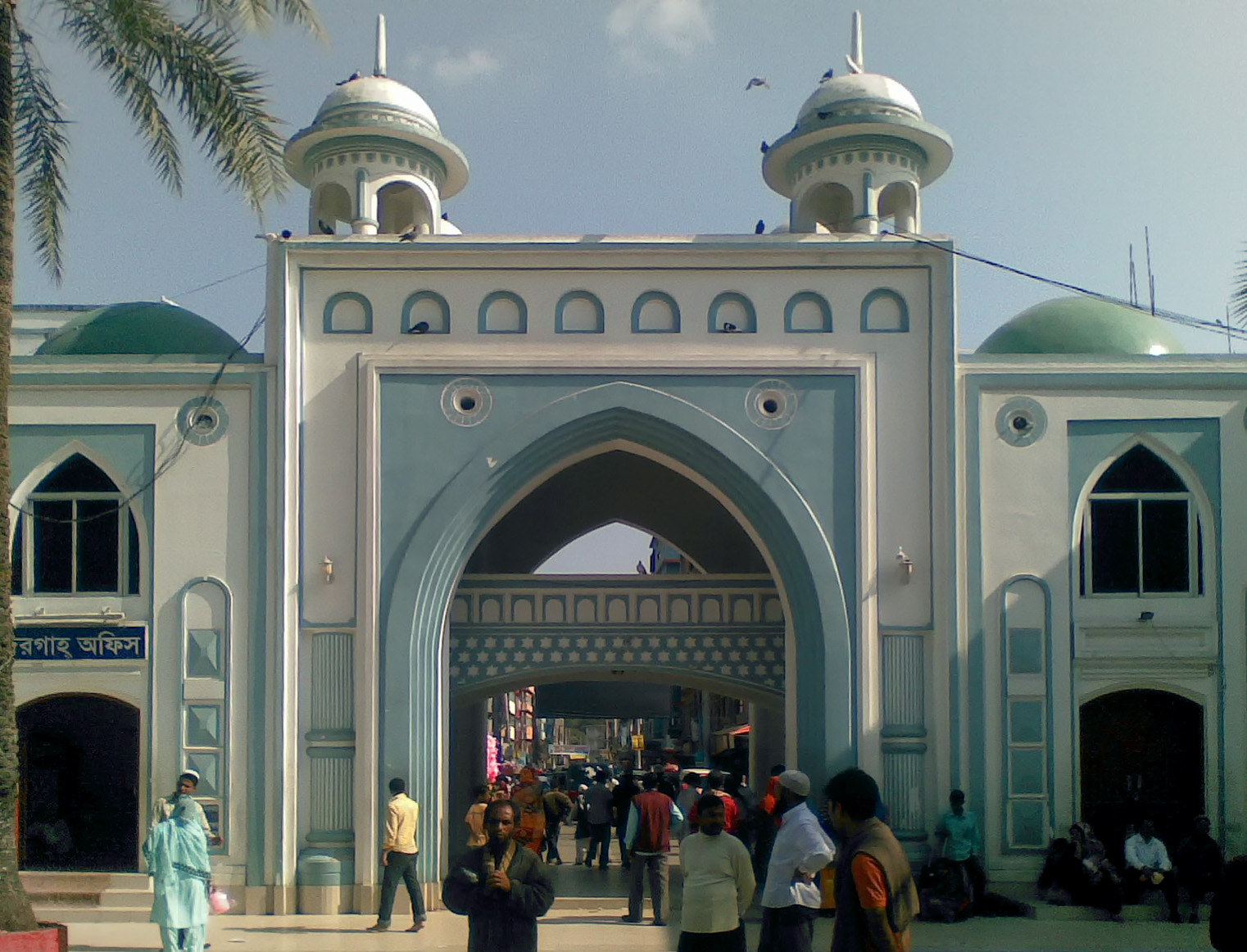
بوابة مجمع ضريح شاه جلال.

عائلة سارقوم هي عائلة مسلمة بنغالية من قسم سيلهيت في بنغلاديش . اشتهرت هذه العائلة بدورها الممتد لقرون عديدة باعتبارها إحدى العائلات الحارسة لوقف شاه جلال ، وهو واعظ إسلامي من القرن الرابع عشر يرتبط اسمه عادة بانتشار الإسلام في المنطقة. العائلة هي العائلة الوحيدة المعروفة في البنغال التي تحمل لقب سار-إي-قوم (رئيس الشعب). هاجر بعض أفراد العائلة إلى أجزاء أخرى من العالم مثل المملكة المتحدة - والتي تشتهر باستضافة جالية بنجلاديشية كبيرة.

## الأصل
بعد غزو سيلهيت عام 1303، أمر شاه جلال معظم رفاقه، الذين كان يُعتقد تقليديًا أن عددهم يتجاوز 300، بالانتشار والاستقرار في أجزاء مختلفة من البنغال ونشر الإسلام في تلك الأماكن. وكان الحاج يوسف من الصحابة الذين بقوا في جوار تشوكيديجي إلى جانب شاه جلال . وبأمر جلال، تزوج يوسف امرأة محلية أصبحت مسلمة . قبل وفاته في 15 مارس 1346، عيَّن جلال يوسف ليكون المتولي على وقفه .
من المفترض أنه بعد وفاة شاه جلال في عام 1346، تم دفنه وتم بناء مجمع قبر في وقفه - الذي كان الآن تحت سيطرة يوسف. وبعد وفاة يوسف، تم دفنه أيضًا داخل الوقف، حيث يقع قبر يوسف جنوب شرق قبر جلال. وخلفه على التوالي خواجة فيض الله، ومانيك نظام الدين، والشيخ محمد، ومالك أحمد. وسيخلف مالك أحمد بير بخش.

## الحصول على اللقب
في القرن السابع عشر، أصبحت سيلهيت تحت سيطرة إمبراطورية المغول . ومن المعروف أن فوجدار (حاكم) سيلهيت ، اسفنديار خان بيك ، قد اعترف رسميًا بتنصيب الشيخ بير بخش باعتباره الوصي الشرعي على الوقف في ستينيات القرن السابع عشر. وقد مُنح بير بخش لقب ساريقوم (رئيس الشعب)، ويستمر أحفاده، عائلة ساريقوم، في حمل هذا الدور. كما بنى خان مسجدًا بالقرب من الضريح ويمكن رؤية أنقاض هذا المسجد غير المكتمل اليوم، خلف الأشجار بالقرب من بوابة الضريح.
خلال هذه الفترة المغولية، تم بناء منزل ليكون بمثابة مجلس (صالة) وكان يُعرف باسم جولشا غور. وإلى الغرب من هذا البيت يوجد قبران لحارسين؛ ساريقوم أبو نصر، وساريقوم أبو ناصر.

## خلال الحكم البريطاني
তুমি চলে গেছ দূরে আসিবেনা কভু, তোমারে খুঁজিয়া আঁখি ফিরিতেছে তবু

Tumi chole gechho doore aashibena kobhu, Tomare khujiya ankhi phiritechhe tobu

তোমার আমার মাঝে হয়েছিল যত কথা বলা, রেশটুকু আজো প্রাণে দেয় আসি দোলা

Tomar amar majhe hoyechhilo joto kotha bola, Reshtuku aajo praane dey aashi dola

সকারে, দুপুরে, সাঁঝে, নব বরষায়, যত কথা হয়েছিল তোমার আমায়

Shokare, dupure, shanjhe, nobo boroshay, Joto kotha hoyechhilo tomar amay

তাহার প্রতিটি কথা প্রতিটি চাহনি আঁধারে কাহারে খুঁজে জানিগো জানি

Tahar protiti kotha protiti chahoni, aandhare kahare khuje janigo jani

প্রতিটি নিঃশ্বাস তব এতটুকু হাসি, প্রতিদিন একই কথা তোরে ভালবাসি

Protiti nishaash tobo etotuku hashi, protidin eki kotha tore bhalobashi

তোরে ভালবাসি আমি জীবনে মরণে, জনমে জনমে মোর অবসর ক্ষণে

Tore bhalobashi ami jibone morone, jonome jonome more oboshor kkhone
كان ساريقوم أبو تراب عبد الوهاب رب الأسرة في أواخر القرن التاسع عشر، ودُفن أيضًا بجوار شاه جلال. وخلفه ساريقوم أبو صياد عبد الحافظ ثم ساريقوم أبو ظفر عبد الله.
في 16 سبتمبر 1936، اجتمع الأدباء المسلمون البنغاليون في دار ساريقوم حيث أسسوا الجمعية الأدبية الشهيرة المعروفة باسم جمعية سيلهيت المركزية للأدب الإسلامي (التي تفرعت فيما بعد لتصبح جمعية كندريا المسلمة الأدبية ). أحد أقدم الجمعيات الأدبية في بنغلاديش ، وكان سكرتيرها الافتتاحي هو ساريقوم أبو ظفر عبد الله، وهو كاتب بنغالي معروف ومتولي ضريح شاه جلال. ومن بين الأعضاء الآخرين في هذا المجتمع محمد نور الحق وسيد عبد المجيد . وقد نُشرت العديد من أعمال عبد الله في الصحف الشعبية في تلك الأوقات. كان عمله الأكثر شهرة هو Shaptak . وكان مجلس الشيوخ ومجلة الإصلاح التابعة له يقعان في ملكية عبد الله. كان ناشطًا رئيسيًا خلال حركة باكستان . كان ابن عم عبد الله هو المؤرخ ناصر الدين أحمد شودري. في عام 1971، بدأ عبد الله بناء مئذنة (مع ساعة) في مجمع الضريح الذي اكتمل بعد أيام قليلة من استقلال بنغلاديش .
كان المولوي ساريقوم عبيد الله شاعرًا مشهورًا بتأليف كتاب " رخاليا باشي" . منذ عام 1942، كان عضوا في سانجساد. استضاف قاضي نظر الإسلام أثناء زيارته لمنطقة سيلهيت .
المتولي صارقوم يوسف أمان الله، ابن أبو ظفر عبد الله، كان خليفة عبد الله ونائب رئيس سانجساد من 1988 إلى 1990. في عام 1996، كان صارقوم إكرام الله أحد رعاة سانجساد. توفي أمان الله في عام 2013 عن عمر يناهز 76 عامًا بسبب المرض. كان لديه ابن وأربع بنات، وقد قدمت رئيسة وزراء بنغلاديش الشيخة حسينة واجب العزاء لها. وفي نفس العام توفي خادم المرجع الديني يونس آية الله. كان ساريقوم خالد أحمد مديرًا لغرفة التجارة البريطانية في بنغلاديش.
وخلف يوسف أمان الله ابنه صرخوم فتح الله الأمان. خلال فترة عمل أمان كساريقوم، كان أول أمين معروف يلغي مراسم الأورس السنوية التي كانت تُعقد منذ قرون في دارجا نتيجة لوباء كوفيد-19 .
- تاريخ سيلهيت

## قراءات إضافية
- Taher, Syed Muhammad (2014).  সরেকওম আবু জাফর আব্দুল্লাহ : জীবন ও কর্ম [The life and works of Sareqaum Abu Zafar Abdullah] (بالبنغالية). Utsho Prokashon.
- Taher, Syed Muhammad (2018).  সিলেট চরিত কথা ৮ : এ জেড আবদুল্লাহ [Biographies of Sylhet 4: AZ Abdullah] (بالبنغالية). Madan Mohan College.